# ویچیس
ویچیس (به فرانسوی: Vaychis) یک کمون در فرانسه است که در Canton of Ax-les-Thermes واقع شده‌است.

## خصوصیات
ویچیس ۴٫۴۹ کیلومترمربع مساحت و ۳۰ نفر جمعیت دارد و ۸۶۰ متر بالاتر از سطح دریا واقع شده‌است.